# Башкирия (гостиница)
«Башки́рия» — четырёхзвёздочная гостиница в центре Уфы, построенная в 1939 году. Здание гостиницы является памятником истории республики (1987). 
В непосредственной близости расположены Башкирский государственный театр оперы и балета, Башкирская государственная филармония, Национальный музей Республики Башкортостан, Конгресс-холл, Ледовый дворец «Уфа-Арена», музеи, театры, галереи.
Оснащение номеров выполнено в соответствии с требованиями системы классификации гостиниц, соответствует категории четырехзвездочного отеля.
Адрес: ул. Ленина, д. 25/29.

## История

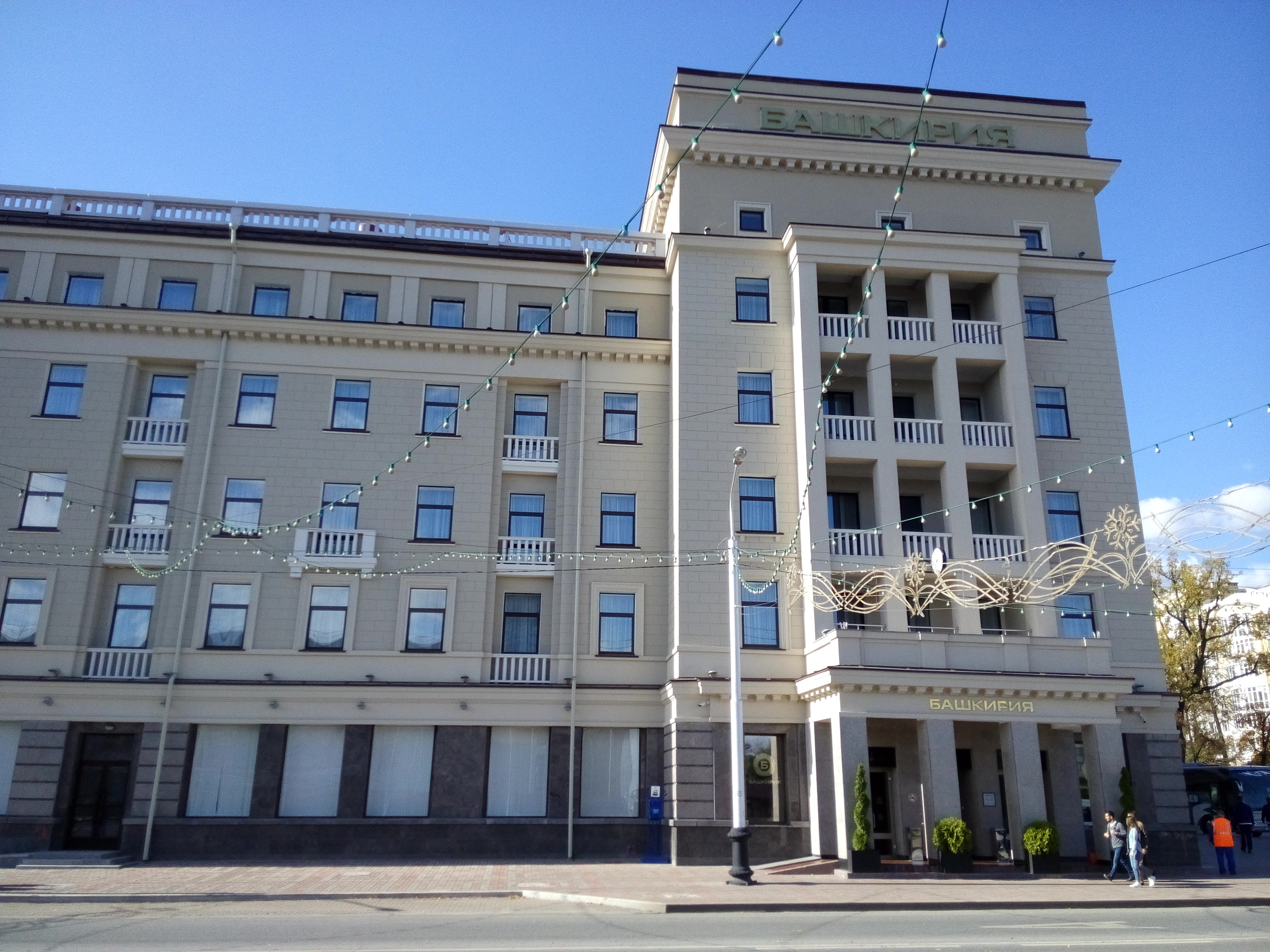
Парадный вход с колоннами

Здание гостиничного комплекса было построено в 1939 году по заказу Уфимского горсовета (архитектор В. М. Максимов). В это время в архитектуре Башкортостана происходит переход от конструктивизма до неоклассицизма. Этого направления придерживался Максимов, отказавшись от декоративно-пластических элементов, пройдя по пути упрощения и схематизации. Единственным украшением стали массивные балконы.
Первое название отеля — «Европейский», но сразу после завершения строительства он был переименован на «Башкирию». В годы Второй мировой войны в отеле жили эвакуированные из Украины члены Академии наук УССР и Союза писателей.
За 50 лет эксплуатации здание обветшало. «Башкирия» уже не соответствовала статусу главного отеля столицы республики, и поэтому в конце девяностых годов руководством Республики Башкортостан было принято решение о капитальную реконструкцию.
При разработке проекта и проведении работ были выдержаны все условия, чтобы сохранить внешний вид исторического фасада. Здание гостиницы является памятником истории, имеет архитектурную ценность и включена в Перечень уникальных объектов историко-культурного наследия народов Республики Башкортостан. От старого корпуса остались только внешние стены, абсолютно весь контент отеля обновлены. При внутренней отделке здания были использованы местные натуральные камни: мрамор и гранит, а по степени технического оснащения отель соответствует самым современным стандартам комфорта, безопасности и уровню сервиса. После реконструкции гостиница получила новое название — «Башкортостан».
В августе 2002 года гостиничный комплекс «Башкортостан» сертифицировал свои услуги на соответствие требованиям международных стандартов на категорию 4****.
Последние работы по реновации отеля начались в марте 2014 года и закончились в мае 2015. После реконструкции гостинице вернули название — «Башкирия».
В настоящее время здание гостиничного комплекса, среди самых узнаваемых символов башкирской столицы.

## Архитектура
Кирпичное здание гостиницы построено в форме буквы D. Здание шестиэтажное с балюстрадой, оштукатурено, межэтажный карнизы на уровне второго и четвертого этажей, имеет сгруппированные лоджии. Венчающий карниз углового корпуса с сухариками. Парадный вход с колоннами устроен со стороны улицы Ленина. Первый этаж с лопатками, второй и третий этажи рустованы. Имеет замкнутый внутренний двор.

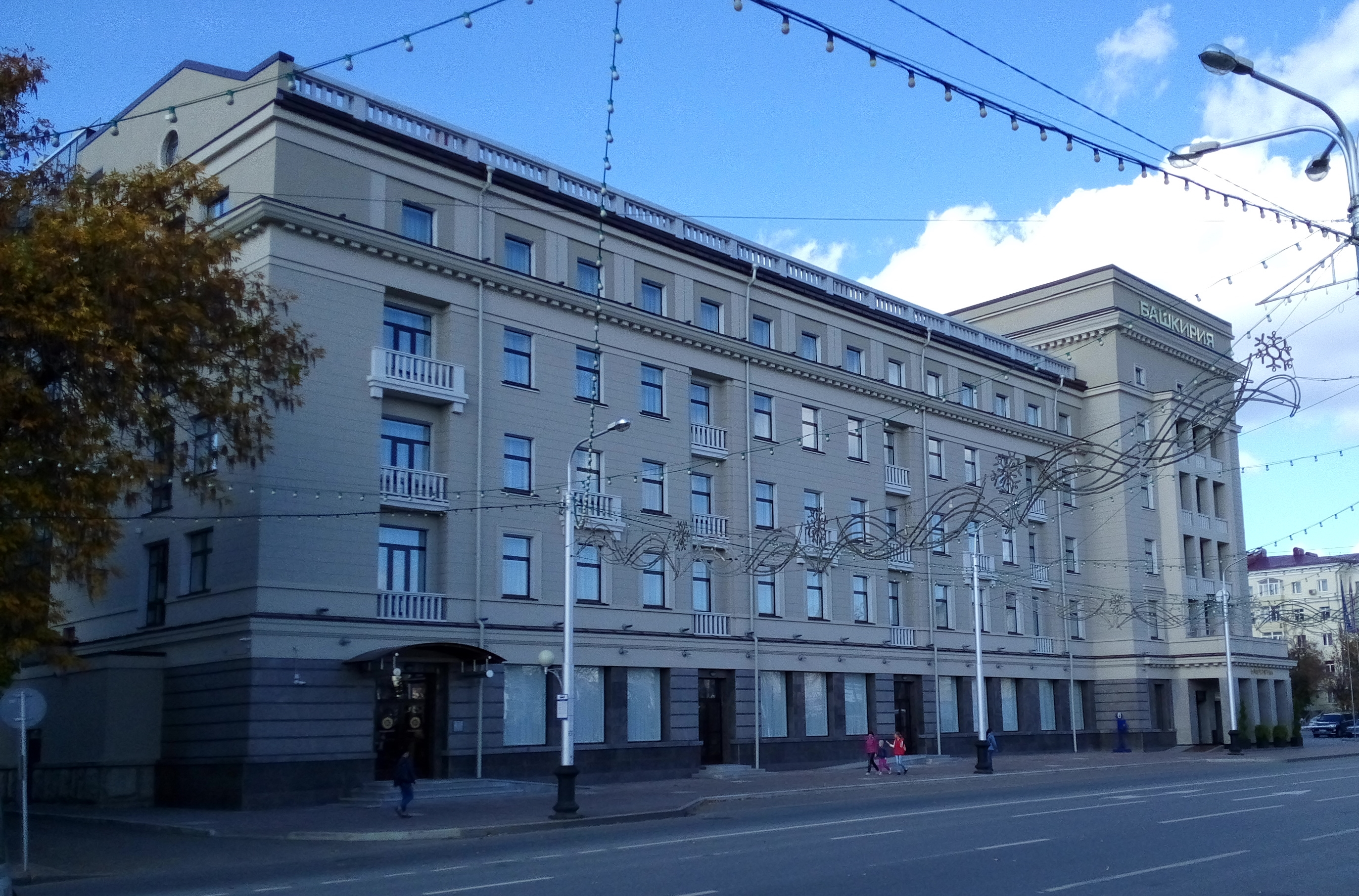
Вид с западной стороны